# Möwe (Schiff, 1857)
Die Möwe war ein 1857 gebautes Kombischiff, auf Fracht und Passagiere befördert werden konnten. Sie war eines der ersten Seeschiffe des Norddeutschen Lloyds und Schwesterschiff der Adler, Condor, Falke, Schwan und Schwalbe.

## Geschichte
Die Möwe war eines von insgesamt sechs Schiffen, die der Norddeutsche Lloyd zwischen 1857 und 1858 in Dienst stellte. 1857 machte sie ihre Jungfernfahrt. 1866 wurde die Möwe um 7,9 Meter verlängert, um die Ladekapazität zu erhöhen. Die Vermessung stieg dadurch auf 682 BRT. 1873 wurde ihre Maschinenanlage modernisiert und anstelle der Dampfmaschine mit einfacher Dampfdehnung eine Verbunddampfmaschine mit 393 PS indizierter Leistung eingebaut.
1881 verkaufte der Norddeutsche Lloyd das mittlerweile veraltete Schiff – zusammen mit der Adler, der Schwalbe und der Schwan – an die Reederei Det Forenede Dampskibs-Selskab in Kopenhagen, die es unter dem Namen Charkow weiterhin als Passagierschiff und Frachter einsetzte und baltische Häfen anfuhr. 1898 wurde J. C. Hulten neuer Eigentümer des Schiffs, das fortan den Namen Onsala trug. 1903 erfolgte ein weiterer Verkauf nach Kristiansand, bei dem der bisherige Name beibehalten wurde. Die Onsala sank am 7. Oktober 1905 auf ihrem Weg von Grimsby nach Trelleborg.